# 阿布特施泰纳赫
阿布特施泰纳赫（德語：Abtsteinach）是德国黑森州的一个市镇。总面积11.03平方公里，总人口2406人，其中男性1197人，女性1209人（2011年12月31日），人口密度218人/平方公里。